# Pigskin Parade
Pigskin Parade (bra Loucuras de Estudantes) é um filme norte-americano de 1936, do gênero comédia musical, dirigido por David Butler e estrelado por Stuart Erwin e Patsy Kelly.

## Notas de produção

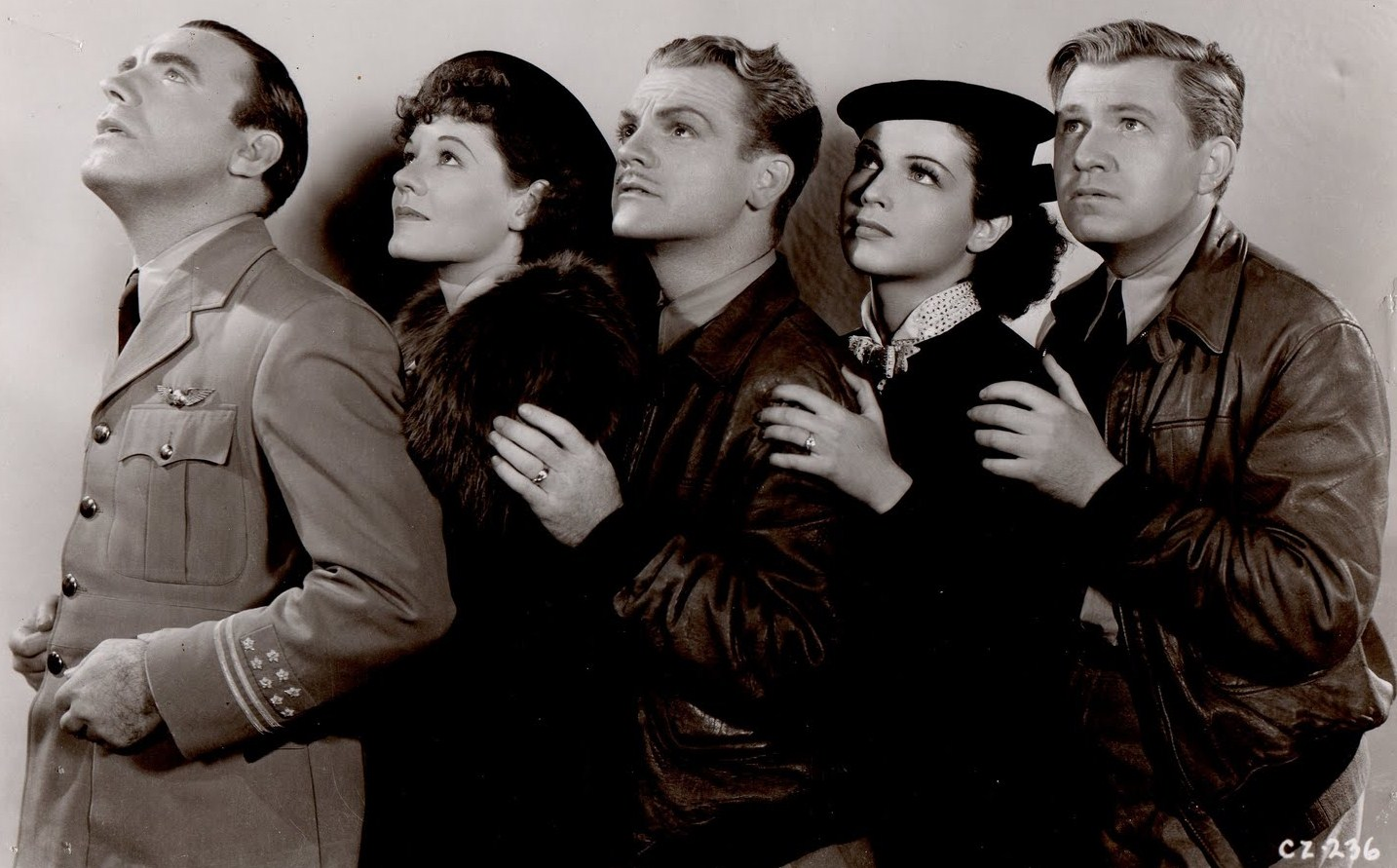
Stuart Erwin (último à direita) com Pat O'Brien, Martha Tibbetts, James Cagney e June Travis em cena de Ceiling Zero. Erwin atuou em mais de cem filmes, quase sempre com papéis tristonhos e tímidos. Morreu em 1967, de ataque cardíaco, aos 65 anos.